# Ropotowo (obwód wołogodzki)
Ropotowo (ros. Ропотово) – wieś w Rosji, w rejonie mieżdurieczeńskim obwodu wołogodzkiego. W 2010 r. liczyła 8 mieszkańców.